# Great Wall Cowry
Il Great Wall Cowry è una monovolume prodotta dalla casa automobilistica cinese Great Wall Motors a partire dal 2007 fino al 2015, presentata al salone di Shanghai.
Si tratta di un veicolo con un abitacolo spazioso progettato per costare poco e per garantire un notevole comfort di guida. Sfrutta una base meccanica con sospensioni a ruote indipendenti anteriori MacPherson mentre le posteriori ad assale rigido con balestre trasversali, dispone di 7 posti su tre fili di sedili ma viene prodotta anche una versione con omologazione per 9 persone distribuite su di tre panchette.
La meccanica si affida ad un motore trasversale in posizione anteriore che trasferisce la coppia motrice alle ruote anteriori, l'impianto frenante è a 4 dischi con quelli anteriori autoventilati. Come motorizzazioni il Cowry dispone di un 2,0 litri benzina da 105 kW omologato Euro 4 disponibile anche con impianto a gas GPL o Metano mentre tra i diesel spicca il 2,8 litri turbocompresso con 4 cilindri da circa 95 cavalli.